# Gutshaus Ludorf

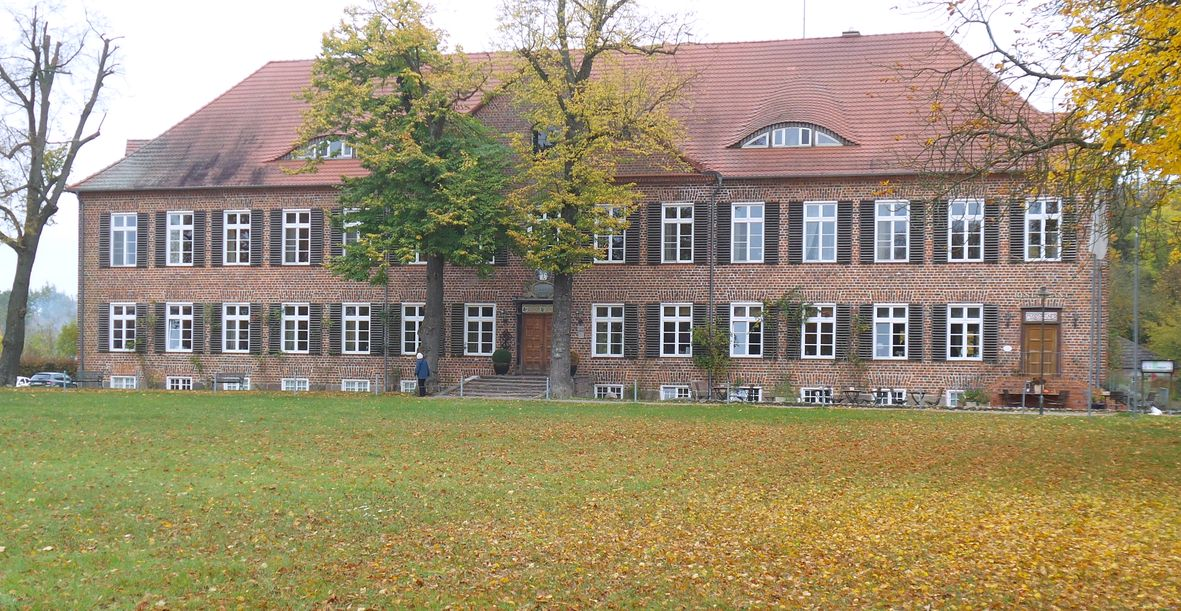
Gutshaus: Vorderseite

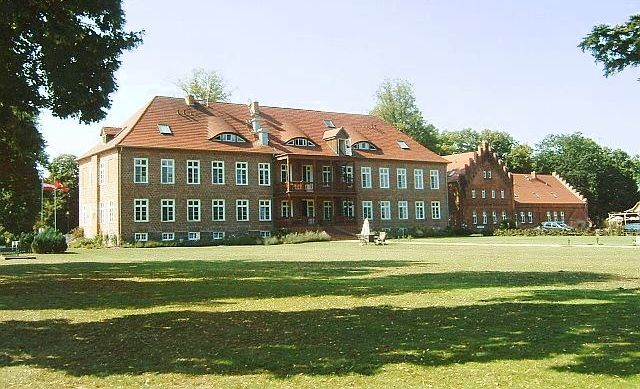
Gutshaus: Rückseite,
rechts daneben das Verwalterhaus
(heute z. T. Heimatmuseum)

Das Gutshaus Ludorf ist ein 1698 errichtetes Herrenhaus in Ludorf, einem Ortsteil der Gemeinde Südmüritz im Landkreis Mecklenburgische Seenplatte in Mecklenburg-Vorpommern.

## Architektur

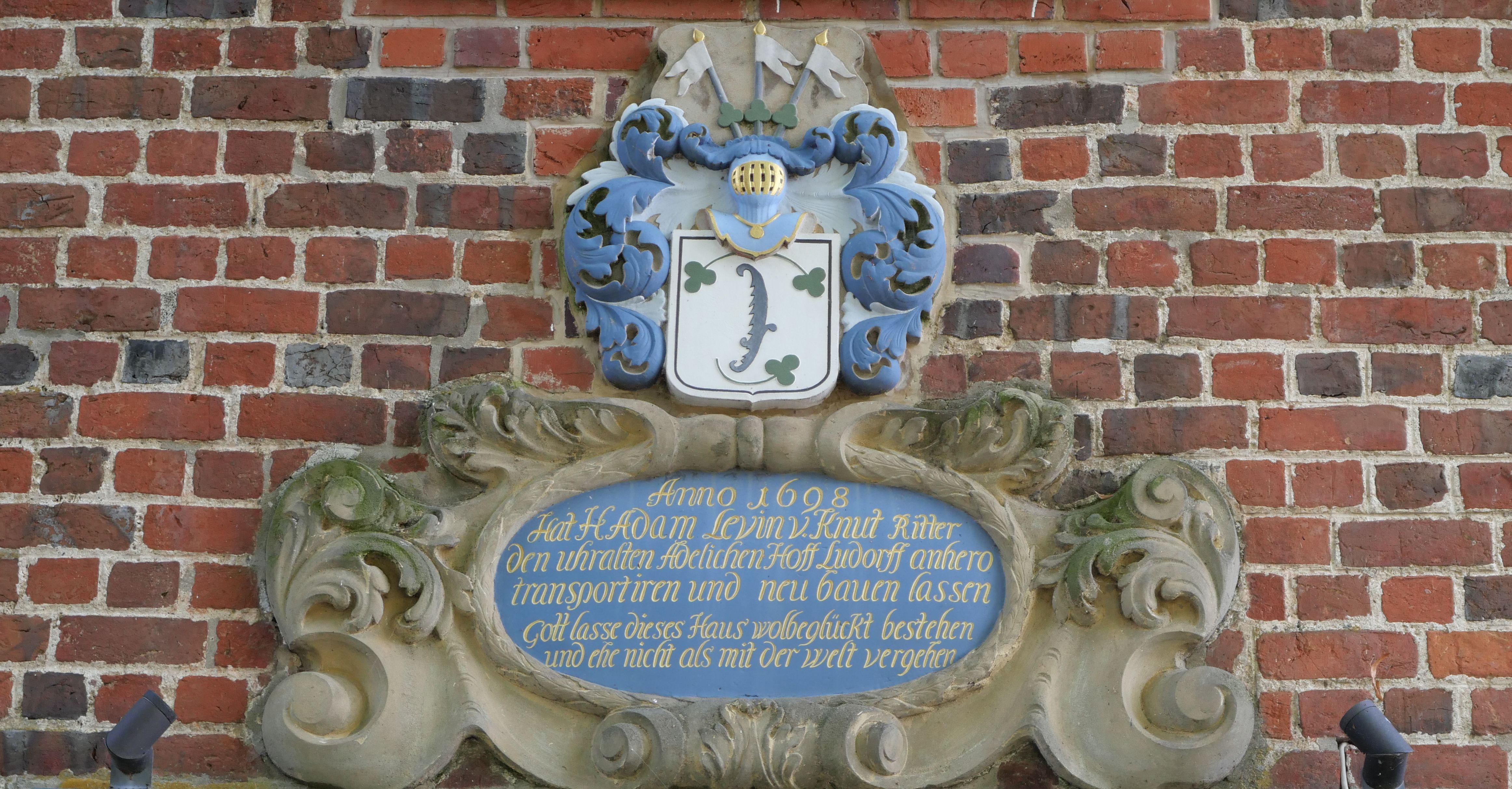
Gutshaus: über dem Hauptportal

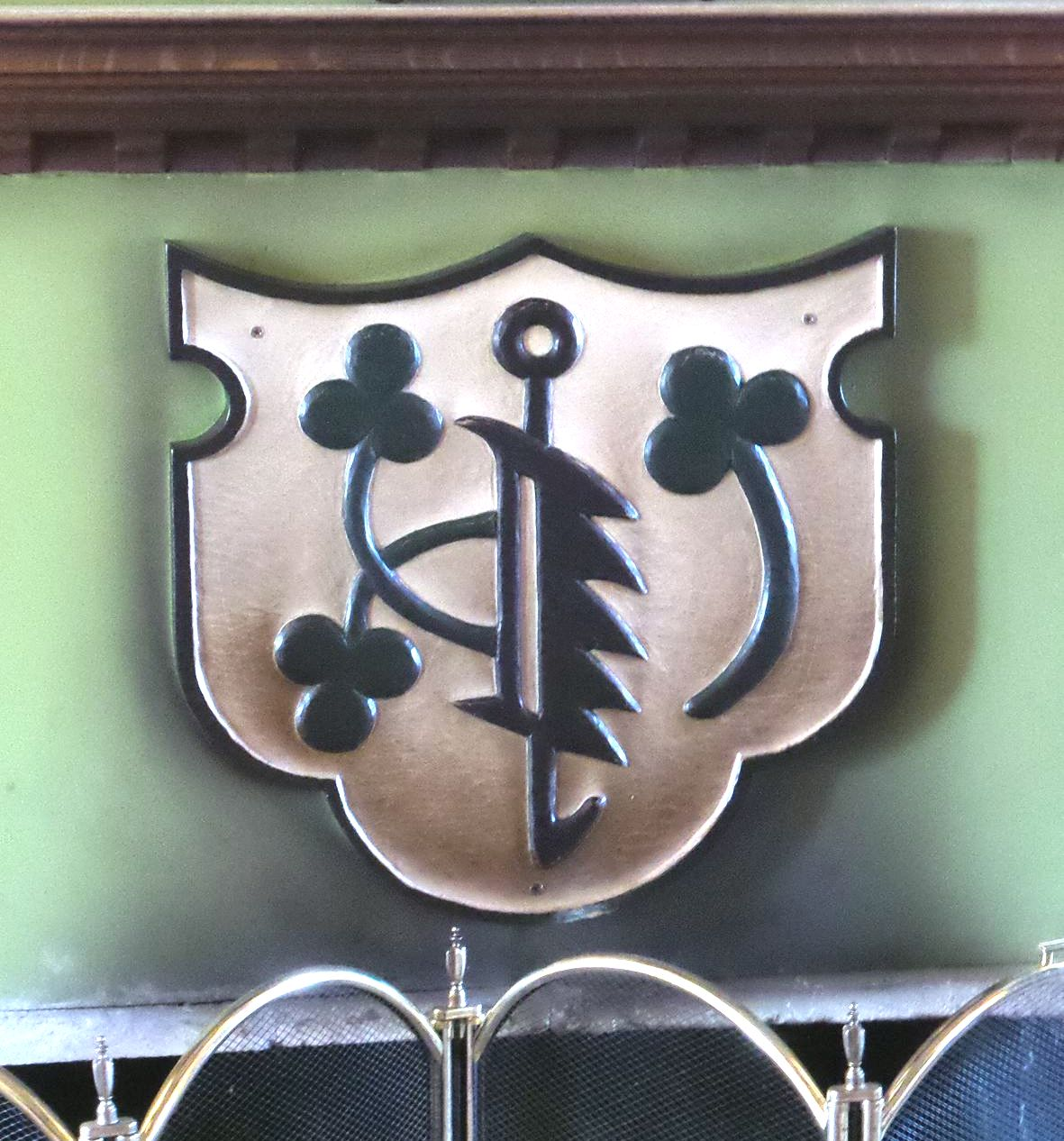
Gutshaus: Wappen der Familie Knuth in der Eingangshalle

Das Haus wurde im Stile der dänischen Klinkerrenaissance erbaut. Für das Fundament wurden die Granitsteine der alten Burg Morin benutzt. Es ist ein schlichter zweigeschossiger Bau von 15 zu 4 Achsen mit einem Walmdach. Ein Dreiecksgiebel mit der Wappenkartusche des Erbauers Adam Levin von Knuth betont die Hoffront. Die Gartenfront hat seine im letzten Drittel des 19. Jahrhunderts hinzugefügte zweigeschossige Holzveranda 1999 wieder zurückerhalten. Einzigartig in Mecklenburg sind die großflächigen Deckenmalereien aus der Erbauerzeit zum Ende des 17. Jahrhunderts. Sehenswert ist auch das Portal des Hauses mit dem hölzernen Balken und der Inschrift: „Moritz, Jakob, Joachim Gebroder de Knuth. Anno Domini 1576“, der älter als das Haus, ursprünglich über dem Portal des Knuthschen Hauses in Leizen hing und bei dessen Abbruch zu Beginn des vergangenen Jahrhunderts nach Ludorf kam. Darüber ist das Knuthsche Wappen, dessen Original heute in der Halle des Hauses steht. Das Haus wurde wegen seiner historischen Bedeutung, als einziges aus dem Müritzkreis neben Ulrichshusen, bereits 1946 von der sowjetischen Militäradministration unter Schutz gestellt.

## Park
Der heute wiederhergestellte Park stammt aus der Mitte des 19. Jahrhunderts und wurde an Stelle eines früheren barocken Gartens angelegt. Ein Hainbuchenrondell steht am Anfang einer Kastanienallee, die bis zur Müritz führt. Hier stand früher das herrschaftliche Badehaus.

## Geschichte

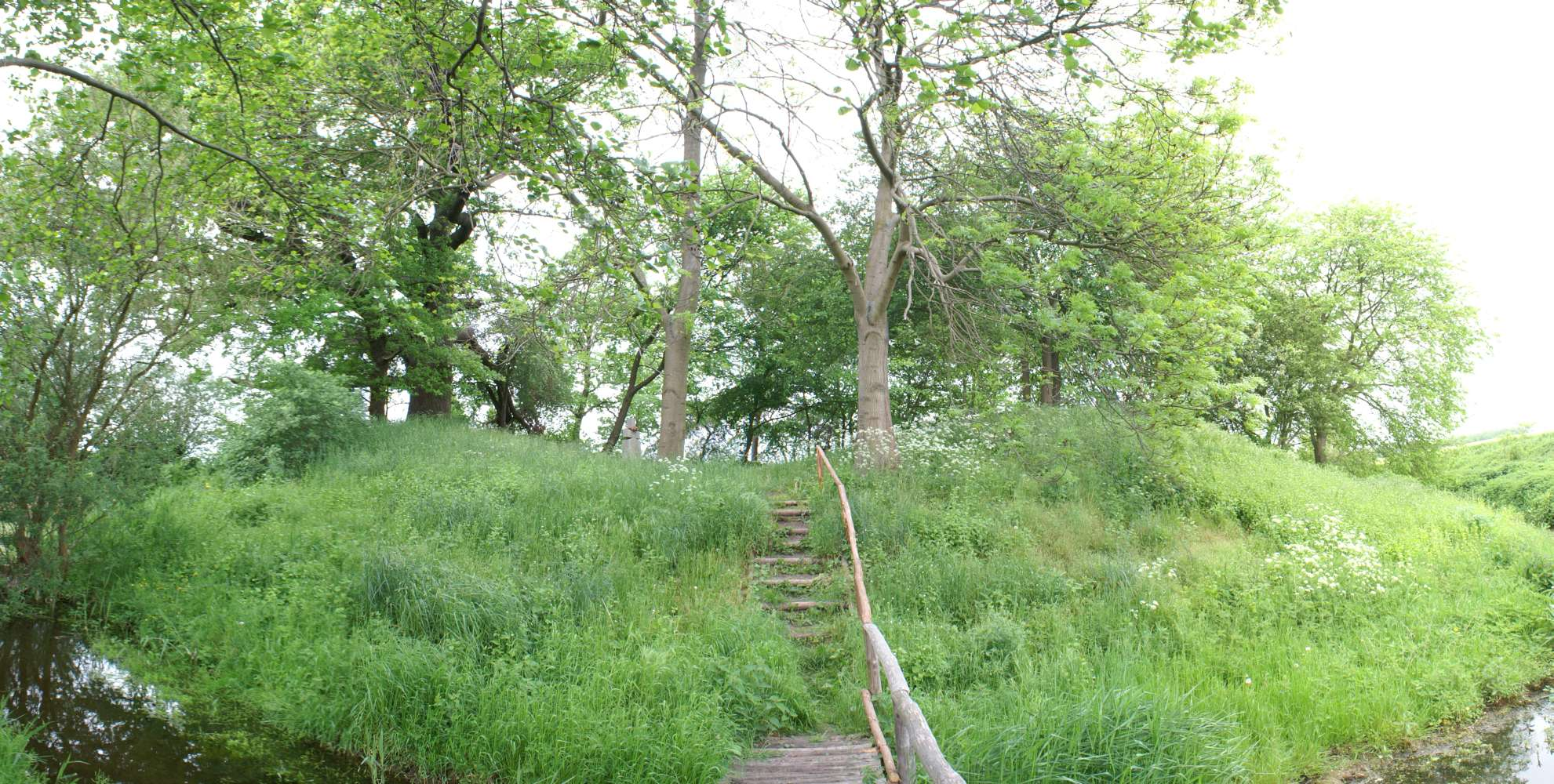
Turmhügel

Auf dem frühmittelalterlichen Turmhügel, nordöstlich des Herrenhauses, stand die Burg Morin, eines rings um die Müritz begüterten Geschlechts, das wohl mit Heinrich dem Löwen im Zuge der Christianisierung ins Land gekommen war. Wipert von Morin ließ auch die achteckige Ludorfer Patronatskirche nach dem Vorbild der Kirche vom Heiligen Grab in Jerusalem erbauen. Die Burg und die Familie Morin bestand bis zum Dreißigjährigen Krieg. Dann wurde die Burg zerstört und nicht wieder aufgebaut. Die Familie von Morin starb aus. Die letzte Tochter des Geschlechts Elisabeth heiratete Jakob Ernst von Knuth. Die beiden Söhne aus dieser Ehe, Adam Levin von Knuth und Eggert Christoffer von Knuth, gingen schon im Knabenalter als Pagen an den dänischen Hof. Adam Levin von Knuth, der ältere, wuchs gemeinsam mit dem späteren König Christian V. auf und stieg auf bis zum Oberkammerjunker. Als ältester Sohn erbte er Ludorf und ließ zum Ende des 17. Jahrhunderts das „neue Haus“ bauen. Das Gut verblieb von 1686 bis noch indirekt 1901 im Besitz der Familie von Knuth; 1837 in den Händen eines Fräulein von Knuth. Vertreter der Familie aus Ludorf übten verschiedene Hoffunktionen aus, waren Geheime Räte. Noch 1845 leisteten die Grafen von Knuth wegen Ludorf den Lehneid. 

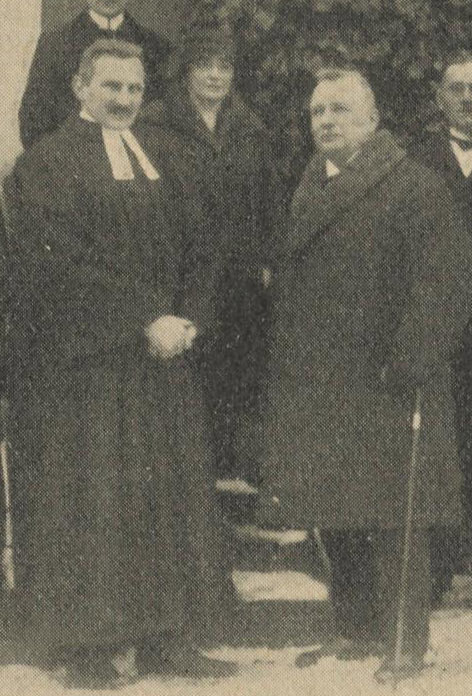
Der letzte Gutsbesitzer Wilhelm von Schulse-Bülow (rechts) mit seiner Frau Marie Luise von Schulse-Bülow (geb. von Richthofen), links der Pfarrer Walther Ziercke (Fotografie zwischen 1921 und 1926)

Im letzten Drittel des 19. Jahrhunderts kam Ludorf durch die Heirat der letzten weiblichen Knuth, Bertha von Knuth, verheiratet mit dem preußischen Kammerherrn Wilhelm von Schulse, zunächst in die Hände der Tochter Beate von Schulse (1846–1925). Sie heiratete dann 1868 Friedrich von Bülow-Solzow, die Familie bestimmte Ludorf zum Hauptwohnsitz. So kam nach den Veröffentlichungen von Hans Friedrich von Ehrenkrook und Friedrich Wilhelm Euler  Ludorf in Bülowsche Hände, in denen es bis 1945 blieb. Ludorf war mit rund 3850 Hektar das größte Gut in der Müritzregion. Letzter Grundbesitzer wurde Wilhelm von Schulse-Bülow-Ludorf (1872–1945). Als Erben vorbestimmt waren der Offizier Knut Wolfgang von Bülow (1908–1941) und dann dessen Bruder Gottfried Hermann (Götz) von Bülow, der formell noch Solzow und Ludorf mit Gneve übernahm. 1946 erfolgte die Enteignung.

## Sanierung und heutige Nutzung
Das Herrenhaus und das aus der Mitte des 19. Jahrhunderts stammende Wirtschaftshaus wurden in den Jahren 1998/99 saniert und zu einem Hotel umgenutzt.